# بهداشت عمومی

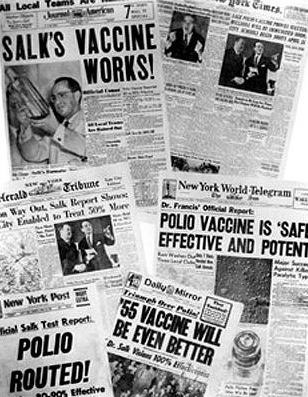
تیتر روزنامه‌های سراسر دنیا دربارهٔ واکسن فلج اطفال (۱۳ آوریل ۱۹۵۵)

سلامت عمومی یا بهداشت عمومی اشاره به «علم و هنر پیشگیری از بیماری، طولانی کردن عمر و ارتقاء سلامت انسان از طریق تلاش‌های سازمان یافته و انتخاب آگاهانه جامعه، سازمان‌ها، دولتی و خصوصی، جوامع و افراد دارد». تجزیه و تحلیل سلامت جمعیت و عوامل تهدید کنندهٔ آن پایه ای برای بهداشت عمومی است. «عموم» در این مسئله می‌تواند کوچکتر از یک مشت مردم، یک روستای سالم یا می‌تواند به بزرگی چندین قاره در یک مورد همه گیر باشد. سلامت (بهداشت) خوب بودن فیزیکی، ذهنی و اجتماعی می‌باشد و بنابر تعریف سازمان بهداشت جهانی سلامتی صرفاً به معنی نبود بیماری یا ضعف نیست.
بهداشت (سلامت) عمومی یک علم بین رشته‌ای می‌باشد. برای مثال: اپیدمیولوژی (همه گیرشناسی)، آمار زیستی و خدمات بهداشتی و تمامی وابسته‌های آنها… سلامت محیط، سلامت جامعه، سلامت رفتاری، سلامت اقتصادی، سیاست‌های عمومی، سلامت ذهنی، امنیت شغلی، مسائل جنسیتی در سلامت و سلامت باروری (تولید مثل) از موارد مهم دیگر در بهداشت عمومی هستند. اهداف بهداشت عمومی برای رشد کیفیت زندگی از طریق جلوگیری و درمان بیماری شامل نظارت بر مشکلات و شاخص‌های سلامت و همچنین ارتقاء رفتارهای سلامت می‌باشد.
سلامت (بهداشت) عمومی مدرن نیازمند تمرین بین تیم‌های چند رشته‌ای توسط کارکنان سلامت عمومی و پروفسورها دارد. این تیم‌ها می‌توانند شامل: اپیدمیولوژیست‌ها، متخصصان آمار، پزشکان، دستیاران پزشکان، روان شناسان، پرستاران بهداشت عمومی، ماماها، میکروبیولوژیست‌های پزشکی، اقتصاددانان، سیاستمداران، ژنتیک شناسان و مدیران داده‌ها و حتی بسته به نیاز: افسران بهداشت محیط و بازرسان بهداشت عمومی، متخصصان زیستی و حتی دامپزشکان، کارشناسان جنسی و متخصصان بهداشت باروری می‌توانند به این تیم‌ها دعوت شوند.
دسترسی به مراقبت‌های بهداشتی و بهداشت عمومی رقابت‌های سختی در رشد کشورها ایجاد کرده‌است. در حال حاضر زیرساخت‌های بهداشت عمومی در این کشورها در حال شکل‌گیری است.

## کشورهای در حال توسعه
یک تفاوت بزرگ میان ملل توسعه یافته و ملل در حال توسعه از لحاظ دستیابی به نوآوری‌های بهداشت عمومی و مراقبت از سلامت وجود دارد. در جهان در حال توسعه، زیرساخت‌های بهداشت عمومی هنوز در حال شکل‌گیری هستند. ممکن است نیروی کار سلامت تربیت شده و منابع پولی کافی در ارائه مراقبت‌های پزشکی و پیشگیری از بیماری حتی در سطح اولیه وجود نداشته باشد. علی‌القاعده، درصد بالایی از بیماری‌ها و مرگ و میرها در جهان در حال توسعه حاصل فقر مطلق است و این فقر مطلق حتی به گسترش بیماری‌ها و مرگ و میرها نیز کمک می‌کند. به عنوان مثال، بسیاری از دولت‌های آفریقایی کمتر از ده دلار آمریکا به ازای هر فرد در هر سال صرف مراقبت از سلامت می‌کنند درحالی‌که در ایالات متحده، سرانه مصرفی دولت فدرال در سال ۲۰۰۰ میلادی تقریباً ۴۵۰۰ دلار آمریکا بوده‌است. با این وجود، نباید هزینه‌های مربوط به مراقبت از سلامت را با هزینه‌ای که صرف بهداشت عمومی می‌شود اشتباه گرفت. به زبان دقیق‌تر، نمی‌توان معیارهای سنجش بهداشت عمومی را جزء مراقبت از سلامت در نظر گرفت؛ مثلاً، دستور استفاده از کمربند ایمنی در خودروها می‌تواند جان تعداد بیشماری از افراد را نجات دهد و به سلامت جامعه نیز کمک کند ولی معمولاً پولی که صرف اِعمال این قانون می‌شود جزء پولی که صرف مراقبت از سلامت می‌شود، در نظر گرفته نمی‌شود. قسمت‌های زیادی از جهانِ در حال توسعه همچنان گرفتار بیماری‌های عفونی قابل پیشگیری و درمان پذیر هستند و از مشکل سلامت ضعیف مادر و کودک رنج می‌برند که با سوء تغذیه و فقر تشدید شده‌است. در گزارش سازمان بهداشت جهانی آمده‌است که عدم استفاده از تغذیه فقط با شیر مادر در شش‌ماهه اول زندگی منجر به مرگ اجتناب‌پذیر بالغ بر یک میلیون کودک در سال شده‌است. درمان پیشگیرانه ادواری که درمان و پیشگیری از مالاریا در زنان باردار و خردسالان است یکی از معیارهای سنجش بهداشت عمومی در کشورهای بومی محسوب می‌شود.
در صفحه اول روزنامه‌ها هر روز شاهد اخبار جدیدی راجع به بهداشت عمومی هستیم: بروز بیماری‌های عفونی مانند SARS به سرعت از چین (به برنامه بهداشت عمومی در چین مراجعه کنید) به کانادا، ایالات متحده و سایر کشورهایی راه یافته‌است که به لحاظ جغرافیایی از چین دور هستند؛ کاهش بی عدالتی‌ها در دستیابی به مراقبت از سلامت از طریق بودجه‌بندی عمومی برنامه‌های بیمه سلامت؛ فراگیری ویروس‌های HIV/ ADIS و گسترش آن از گروه‌های خاص در معرض خطر به کل جامعه در بسیاری از کشورها مانند آفریقای جنوبی؛ افزایش چاقی کودکان و در نتیجه افزایش دیابت نوع دو در کودکان؛ اثرات اقتصادی، اجتماعی و سلامت بارداری نوجوانی و چالش‌های بهداشت عمومی مرتبط با بلایای طبیعی مانند سونامی اقیانوس هند ۲۰۰۴، توفان کاترینا در ۲۰۰۵ در ایالات متحده و زلزله هائیتی ۲۰۱۰. از دهه ۱۹۸۰ تا کنون پیشرفت سلامت جامعه موجب شده‌است تا کانون توجه به بهداشت عمومی از رفتارهای فردی و فاکتورهای خطر به سمت مسائلی در سطح جامعه گسترش یابد مانند تبعیض، فقر و تحصیلات. بهداشت عمومی مدرن بیشتر مربوط به تعیین‌کننده‌های سلامت در یک جمعیت است.
همه ما به خوبی می‌دانیم که سلامت ما تحت تأثیر عوامل مختلفی قرار دارد برای مثال جایی که در آن زندگی می‌کنیم، ژنتیک، درآمد ما، وضعیت تحصیلی ما و روابط اجتماعی ما؛ این عوامل، تعیین‌کننده‌های اجتماعی سلامت نامیده می‌شوند. یک شیب اجتماعی در سلامت از طریق جامعه رخ می‌دهد. فقیرترین افراد معمولاً از بدترین وضع سلامت رنج می‌برند، ولی حتی رده‌های متوسط در مقایسه با آن‌هایی که از یک قشر اجتماعی بالاتری هستند معمولاً پیامدهای سلامت بدتری دارند. بهداشت عمومی نوین طرفدار سیاست‌های مبتنی بر جمعیتی است که با یک رفتار عادلانه به بهبود سلامت کمک می‌کنند.

### اهداف توسعه پایدار
سازمان ملل متحد برای رسیدگی به چالش‌های فعلی و آتی سلامت جهانی برنامه‌ای تحت عنوان اهداف توسعه پایدار ۲۰۱۵ را معرفی کرده‌است که برگرفته از برنامه اهداف توسعه هزاره ۲۰۰۰ است که تا سال ۲۰۳۰ تکمیل خواهد شد. این اهداف کلاً طیف کاملی از توسعه در ملل را دربرمی‌گیرند، با این وجود اهداف یک تا شش بلافاصله دربارهٔ نابرابری‌های سلامت و در درجه اول در کشورهای در حال توسعه بحث می‌کنند. این شش هدف در مورد مسائل کلیدی در بخش بهداشت عمومی جهانی بحث می‌کنند: فقر، گرسنگی و امنیت غذایی، سلامت، تحصیلات، تبعیض جنسیتی و توانمندسازی زنان، آب و اصول بهداشتی. دست‌اندرکاران بخش بهداشت عمومی می‌توانند از این اهداف استفاده کرده و دستور کارها و طرح‌های مربوط به نوآوری‌هایی با مقیاس کوچکتر در سازمان‌های خود را وضع نمایند. امید است این اهداف بتوانند بیماری‌ها و تبعیضاتی که کشورهای در حال توسعه با آن مواجه هستند را کم کنند و آینده‌ای سالم‌تر به وجود آورند.
روابط متعددی میان اهداف مختلف توسعه پایدار و بهداشت عمومی وجود دارند و به خوبی نیز محرز شده‌اند: زندگی زیر خط فقر با پیامدهای سلامت ضعیف‌تر در ارتباط است، پیامدهایی که حتی می‌توانند در مورد افرادی که در کشورهای در حال توسعه‌ای زندگی می‌کنند که فقر مطلق در آنجا شایع است، بدتر شوند. احتمال مرگ کودکی که در فقر متولد می‌شود قبل از رسیدن به پنج سالگی نسبت به کودکی که در یک خانواده مرفه‌تر متولد می‌شود دو برابر است.
اثرات بی چون و چرای گرسنگی و سوء تغذیه که می‌توانند ناشی از چالش‌های نظامند مربوط به امنیت غذایی باشند متعدد هستند. سازمان بهداشت جهانی تخمین زده‌است که ۱۲٫۹ درصد از جمعیت موجود در کشورهای در حال توسعه از سوء تغذیه رنج می‌برند.
چالش‌های سلامت در کشورهای در حال توسعه متعدد هستند و فقط نیمی از زنان ملل در حال توسعه مراقبت‌های سلامت توصیه شده‌ای که به آن نیاز دارند را دریافت می‌کنند.
هنوز خیلی مانده تا به برابری تحصیلی در جهان دست یابیم. این نابرابری تحصیلی دامنگیر تلاش‌های بهداشت عمومی نیز شده‌است زیرا فقدان تحصیلات می‌تواند پیامدهای سلامت ضعیف‌تر را به بار آورد. این در کودکانی که مادرانی فاقد تحصیلات دارند دیده می‌شود و درصد بقاء آن‌ها در مقایسه با کودکانی که از مادرانی متولد می‌شوند که تحصیلاتی در سطح ابتدایی یا بیشتر دارند، کمتر است. تفاوت‌های فرهنگی موجود در نقش زنان از یک کشور به کشور دیگر فرق می‌کنند، بسیاری از تبعیضات جنسیتی در ملل در حال توسعه دیده می‌شوند. ثابت شده‌است که مبارزه با این تبعیضات نیز موجب بهتر شدن پیامدهای بهداشت عمومی می‌شود.
در مطالعاتی که توسط بانک جهانی در مورد جمعیت‌های موجود در کشورهای در حال توسعه انجام شده‌اند دیده شده‌است که وقتی زنان کنترل بیشتری بر منابع خانواده دارند کودکان از دسترسی بهتر به غذا، مراقبت سلامت و تحصیلات بهتر مستفید خواهند شد.
دسترسی به منابع آب پاک و منابع بهداشتی اساسی جزو حقوق بنیادی بشر محسوب می‌شوند. با این وجود، ۸٫۱ میلیارد نفر معمولاً از منابع آب نوشیدنی استفاده می‌کنند که آلوده به مدفوع هستند و ۴٫۲ میلیارد نفر به امکانات بهداشتی اساسی مانند توالتها و توالت‌های عمومی کاسه‌ای دسترسی ندارند. فقدان این منابع دلیل مرگ تقریباً ۱۰۰۰ کودک در روز به واسطه بیماری‌های اسهالی است که می‌توان به کمک زیرساخت‌های بهتر آب و اصول بهداشتی از وقوع این بیماری‌ها پیشگیری کرد.

## تاریخچه

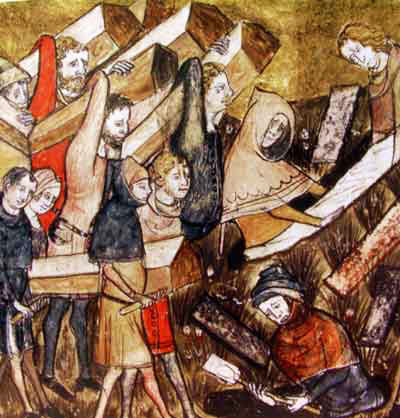
طبیعت بدوی پزشکی قرون وسطی در شرح اروپا درمانده از یورش مرگ سیاه در قرن ۱۴. قطعه‌ای از یک مینیاتور، رویدادنامه‌ای از ژیل لو مویزی.

بهداشت عمومی ریشه در اوایل دوران باستان دارد از آغاز تمدن بشر که بهداشت عمومی به رسمیت شناخته شد آب آلوده و فقدان دفع مناسب پسماند موجب شیوع بیماری‌های مسری شدند. (نظریه میاسما) مذاهب اولیه اقدام به تنظیم رفتاری کردند که به‌طور خاص وابسته به سلامت بودند از انواع مواد غذایی صرف شده تا تنظیم دقیق رفتارهای افراطی همچون نوشیدن الکل یا روابط جنسی. رهبران، مسئول سلامت افراد خود برای اطمینان از ثبات اجتماعی، موفقیت و حفظ نظم بودند.
در دوران رم باستان دریافتند که دفع مناسب ضایعات انسانی یک اصل ضروری بهداشت عمومی در مناطق شهری بوده‌است. پزشکان معالج چین باستان عمل آبله کوبی را به دنبال یک اپیدمی بیماری آبله در ۱۰۰۰ سال قبل از میلاد مسیح توسعه دادند. یک شخص بدون بیماری می‌توانست ایمنی در برابر آنچه از طریق استنشاق پوسته‌های خشک شده که در اطراف جراحات عفونی افراد تشکیل شده به دست آورد. همچنین کودکان با یک خراش در ساعد خود با زخم از آسیب محافظت می‌شدند. در سال ۱۴۸۵ جمهوری ونیز یک دادگاه عمومی از ناظران (سلامت) با توجه خاص به پیشگیری از شیوع بیماری‌های واگیر در از سرزمین‌های بیگانه تأسیس کرد. در ابتدا سه ناظر توسط مجلس سنا منصوب شدند در سال ۱۵۳۷ توسط شورای عالی در نظر گرفته شد و در سال ۱۵۳۶ دو داور با وظیفه کنترل به نمایندگی از جمهوری و تلاش‌های ناظران اضافه شدند. با این وجود با توجه به نظریه میشل فوکات الگوی طاعون دولتی بعد از آن به وسیله الگوی وبا رد شد. یک بیماری همه گیر وبا اروپا را در سال ۱۸۲۹ و ۱۸۵۱ ویران کرد و برای اولین بار با استفاده از آنچه فوکالت آن را پزشکی اجتماعی نامیده مبارزه را بر جریان هوا و موقعیت گورستان‌ها تمرکز کرد همه این نگرانی‌ها از فرضیه بیماری میاسما نشاءت گرفته با نگرانی‌های شهرنشینی برای مدیریت جمعیت‌ها ترکیب شدند که فوکالت آن را به عنوان مفهوم زیستی برگزید که در آلمان به عنوان علم پلیس مفهومی شده‌است.